# Куликов, Пётр Николаевич
Пётр Николаевич Куликов (29 июня 1900,  Сенгилей,  Симбирская губерния,  Российская империя — 17 февраля 1962, Харьков,  УССР, СССР) — советский политработник, генерал-майор танковых войск (06.12.1942).

## Биография
Родился 29 июня 1900 года в городе Сенгилей, ныне  в Ульяновской области России. Русский. В 1912 году окончил трёхлетнюю школу в городе Сенгилей.
9 февраля 1918 года призван в РККА, принимал участие в Гражданской войне на Восточном, затем на Южном фронте. Член РКП (б) с 1919 года.
После войны продолжил службу в РККА, с  1922 года по 1931 год занимал должности командира взвода, роты, заместителя командира батальона, помощника командира полка и начальника полковой школы 2-го Ульяновского полка в Приволжском военном округе.
В 1931 году перевёлся в Москву в штаб военных заведений Главного Управления РККА на должность помощника начальника сектора. В 1933 году поступил на учебу в Военную академию механизации и моторизации РККА имени И. В. Сталина, после её окончания в 1937 году был назначен военным комиссаром Орловского бронетанкового училища, с января 1939 года военный комиссар  Главного автобронетанкового управления Красной Армии.
Участник советской-финской войны, за боевые отличия в которой был награжден орденом Красной Звезды. С июня 1940 года заместитель командира 1-го механизированного корпуса по политической части.
Великую Отечественную войну встретил в той же должности,  вместе с корпусом принимал участие в Прибалтийской стратегической оборонительной операции. С 4 августа 1941 года член Военного Совета 48-й армии, участвовал в Ленинградской стратегической оборонительной операции. С 20 ноября 1941 года член Военного Совета 20-й армии, в составе армии принимал участие в битве за Москву и Ржевская битве. С 9 ноября 1942 года член Военного Совета 16-й армии, принимал участие в нанесении контрудара левого крыла Западного фронта в районе Сухиничи и Козельск. С 1 мая 1943 года и до конца войны член военного совета 11-й гвардейской армии.  Участвовал в Орловской, Брянской, Городокской, Витебской, Белорусской, Гумбиннен-Гольдапской,  Восточно-Прусской и Инстербургско-Кёнигсбергской наступательных операциях. В составе 3-го Белорусского фронта армия участвовала в штурме Кёнигсберга, где и закончила войну.
После войны с 9 июля 1945 года по 29 января 1946 года – член Военного Совета Особого военного округа. Военную службу закончил в должности заместителя командующего артиллерией ПВО по политической части,  28 августа 1953 года уволен в запас.
Работал директором чугунно-литейного завода в Харькове. Умер 17 февраля 1962 года.

## Воинские звания
- бригадный комиссар (Приказ НКО № 051/п от 07.01.1939),
- дивизионный комиссар (Приказ НКО № 01293/п от 01.04.1940),
- генерал-майор танковых войск (Постановление СНК СССР № 1944 от 06.12.1942).

## Награды
- два ордена Ленина (21.02.1945[3], 05.05.1945[4])
- три ордена Красного Знамени (02.01.1942[5],  03.11.1944[3],  24.06.1948[3])
- орден Кутузова I степени (19.04.1945)[6]
- орден Суворова II степени (03.07.1944)[7]
- орден Кутузова II степени (30.08.1943)[8]
- орден Красной Звезды (1940)[8]
- медали в том числе:
  - «XX лет Рабоче-Крестьянской Красной Армии»
  - «За оборону Москвы»
  - «За Победу над Германией в Великой Отечественной войне 1941—1945 гг.»
  - «За взятие Кенигсберга»